# Seznam polavtomatskih pušk novega veka
Seznam polavtomatskih pušk iz obdobij:
- pred prvo svetovno vojno
- prve svetovne vojne
- med svetovnima vojnama
- druge svetovne vojne

## G
- Gewehr 43 (Tretji rajh)
- Gew 41M (Tretji rajh)
- Gew 41W (Tretji rajh)

## M
- M1 Karabinka (ZDA)
- M1 Garand (ZDA)
- Mondragon modelo 1908 (Švica-Mehika)

## R
- RCS modele 1917 (Francija)

## S
- SVT-40 (Sovjetska zveza)